# Ряска (Ростовская область)
Ря́ска — хутор в Пролетарском районе Ростовской области.
Входит в состав Огневского сельского поселения.

## История
Основан в конце XIX века как временное поселение Рясчанское на землях калмыцкой станицы Денисовской. Согласно данным первой Всероссийской переписи населения 1897 года в поселении Рясчанском проживало 168 душ мужского и 157 женского пола. Согласно Алфавитному списку населённых мест Области войска Донского 1915 года во временном поселении Рясчанском станицы Денисовской имелось 72 дворов, проживало 245 душа мужского и 270 женского пола.
В результате Гражданской войны и переселения на территорию образованной в 1920 году Калмыцкой АО калмыцкое население Сальских степей резко сократилось. Согласно первой Всесоюзной переписи населения 1926 года население хутора составило 469 человек, из них великороссов — 247, украинцев — 222. Калмыки в хуторе не проживали. На момент переписи хутор входил в состав Денисовского сельсовета Пролетарского района Сальского округа Северо-Кавказского края.

## Население
Динамика численности населения
| 1897 | 1915 | 1926 |
| ---- | ---- | ---- |
| 325  | 388  | 497  |

| 2010 |
| ---- |
| 64   |

## Улицы
- ул. Октябрьская,
- ул. Чабанская точка 3,
- ул. Чабанская точка 4,
- ул. Чабанская точка 5,
- ул. Чабанская точка 6,
- ул. Чабанская точка 12,
- ул. Чабанская точка 13.